# Wyspa Biała (Norwegia)
Wyspa Biała (norw. Kvitøya) – norweska wyspa w archipelagu Svalbard na Oceanie Arktycznym. Powierzchnia wyspy wynosi 710 km², z czego 705 km² zajmują lodowce; tworzą one lodowe klify długości 105 km. Wyspa nie jest zamieszkana.
Jest to najdalej na wschód wysunięta wyspa Svalbardu i całej Norwegii. Zaledwie 62 km dalej na wschód znajduje się mała Wyspa Victorii, należąca do terytorium Rosji. Na Wyspie Białej śmierć ponieśli członkowie wyprawy balonowej na biegun północny zorganizowanej przez Salomona Augusta Andrée w 1897. Ciała podróżników odnaleziono dopiero podczas wyprawy norweskiego statku Bratvaag, 6 sierpnia 1930.